# El Manguito, Chiapa de Corzo
El Manguito är en ort i Mexiko.   Den ligger i kommunen Chiapa de Corzo och delstaten Chiapas, i den sydöstra delen av landet, 700 km öster om huvudstaden Mexico City. El Manguito ligger 1 041 meter över havet och antalet invånare är 455.
Terrängen runt El Manguito är kuperad åt sydost, men åt nordväst är den bergig. Runt El Manguito är det ganska tätbefolkat, med 100 invånare per kvadratkilometer. Närmaste större samhälle är Tuxtla Gutiérrez, 19,1 km sydväst om El Manguito. I omgivningarna runt El Manguito växer huvudsakligen savannskog.